# 旧滋賀銀行甲南支店

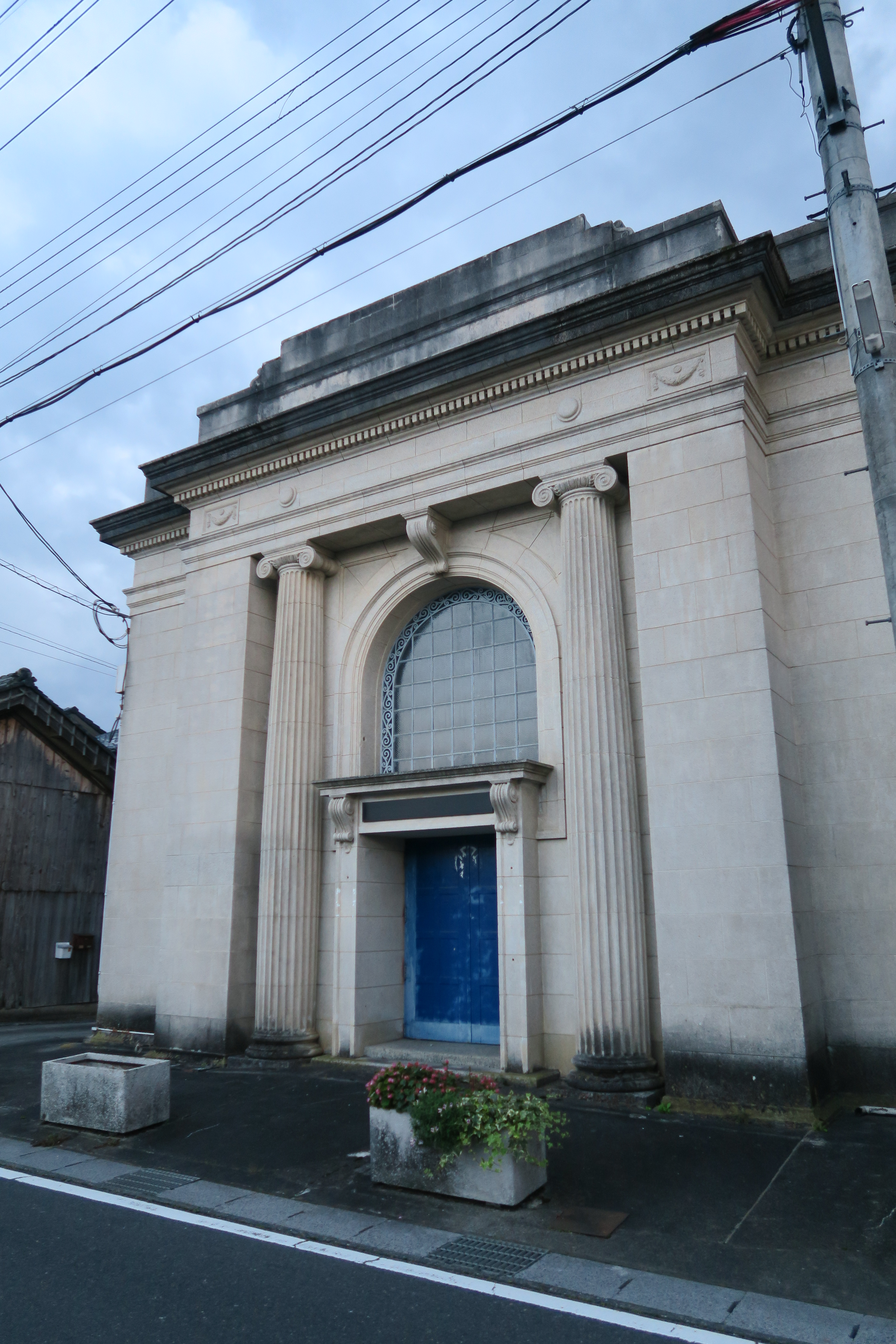
旧滋賀銀行甲南支店

旧滋賀銀行甲南支店（きゅうしがぎんこうこうなんしてん）は、滋賀県甲賀市甲南町寺庄にある歴史的建造物。国の登録有形文化財に登録されている。
1925年（大正14年）にウィリアム・メレル・ヴォーリズの設計により寺庄銀行本店として建てられた。寺庄銀行は1928年（昭和3年）に第百三十三国立銀行と、1933年（昭和8年）に八幡銀行と合併し、滋賀銀行となった。2007年（平成19年）7月まで滋賀銀行甲南支店として使われた。
鉄筋コンクリート造2階建でイオニア式の柱を前面に構え、古典的な銀行建築の定形を押さえた装飾となっている。

## 建築概要
- 設計 - ヴォーリズ建築事務所（ウィリアム・メレル・ヴォーリズ）
- 竣工 - 1925年。1975年に改修。
- 構造・規模 - 鉄筋コンクリート造2階建、建築面積150m2
- 装飾 - 鉄筋コンクリート造で正面に矩形の柱形を張出し、内側にイオニア式柱を表し重厚なエンタブラチュアを支える。玄関上部に半円アーチの縁取りをして開放感のある窓を設けている。装飾的な持ち送りを兼ねた要石を飾り、銀行建築の古典的意匠をしている[1]。
- 所在地 - 滋賀県甲賀市甲南町寺庄1078

## アクセス
鉄道
- JR草津線寺庄駅から徒歩6分

車
- 新名神高速道路甲南ICから7分